# T-11号鱼雷艇
T-11号（德語：T 11）是纳粹德国战争海军于1930年代建造的十二艘1935级鱼雷艇之一。它于1940年5月竣工，同年晚些时候被部署到英吉利海峡，至12月返回德国。1941年6月“巴巴罗萨行动”开始后，该艇又为德军在波罗的海的行动提供支援。T-11号于同年底移驻德占法国，继而于1942年初成为在“海峡冲刺”行动中三艘主力舰经英吉利海峡返回德国的护航舰艇之一。随后，它在挪威水域为德国舰船护航了数月，惟在返回德国时被置入预备役。1943年和1944年全年，该艇要么在接受改装，要么在鱼雷学校充当训练艇。T-11号于1945年初恢复现役，并在战争中幸存下来。它在战后被割让予英国，但至1946年又转交法国。由于未获法国海军使用，该艇于1951年正式从海军名录中除籍，随后拆解报废。

## 设计及装备
1935级是纳粹德国战争海军为满足《伦敦海军条约》600長噸（610公噸）排水量要求而对高速、远洋鱼雷艇作出的一次不成功的设计尝试，因为此类小型舰艇不计入国家总吨位限制。T-11号全长84.3米，水线长82.2米；1941年重建艇艏以提高耐波性后，全长则增至87.1米。它有8.62米的舷宽以及平均2.83米的吃水深度，标准排水量实际为859長噸（873公噸）、满载排水量则可达1,108長噸（1,126公噸），超出了设计限制。该艇搭载有两组瓦格纳齿轮传动蒸汽轮机，各负责驱动一副三叶螺旋桨，设计功率为31,000匹軸馬力（23,000千瓦特）。过热蒸汽由四台高压水管锅炉供应，可推动艇只以35節（65每小時）的速度航行。T-11号最多可贮存200吨燃料油，能够以19節（35每小時）的速度的巡航1,200海里（2,200）。艇只的标准船员编制为6名军官和113名水兵。
竣工时，1935级鱼雷艇在艇艉装备有一门105毫米32式速射炮作为主炮。防空系统则包括以背负形式架设在105毫米炮上方的一门37毫米30式高射炮，以及安装在舰桥翼台的两门20毫米30式高射炮。它们还在两座水面三联装挂架上安装有六具500毫米鱼雷发射管，并可携带多达30枚水雷（天气良好时可携带60枚）。许多同级艇在竣工前便已将37毫米炮换装为额外的20毫米炮、深水炸弹和扫雷切割器。战争后期的增建仅限于安装雷达、雷达探测器和额外的高射炮，通常是以牺牲艇艉鱼雷发射管挂架为代价。

## 服役历史
T-11号的建造合同于1936年6月29日发包予德意志船舶及机械制造股份公司（德希马格），自1937年8月28日起在其设于不来梅的威悉船厂铺设龙骨，建造序列为938。它于1939年3月1日下水，1940年5月24日入役。该艇一直调试到7月，之后被转移到斯卡格拉克海峡执行护航任务。9月18日，当英国皇家空军轰炸法国瑟堡时，正驻扎在当地的T-11号也遭炸弹碎片轻微损坏，数名船员受伤。它于12月返回德国，并停运接受维修，相关工程一直持续到1941年6月。当“巴巴罗萨行动”开始后，该艇重新投运并被派往波罗的海，与姊妹艇T-7和T-8号一起护送轻巡洋舰莱比锡号和埃姆登号，为德军于9月中旬入侵爱沙尼亚萨雷马岛、希乌马岛和穆胡岛的“贝奥武夫行动”提供支援。期间T-11、T-2、T-5、T-7和T-8号担任“波罗的海舰队”的护航艇，这是一个围绕战列舰提尔皮茨号组建的临时编队，它们于9月23日至29日出击进入奥兰海，以阻止苏联的红旗波罗的海舰队从芬兰湾突围。
T-11号于1942年初左右移驻德占法国。作为“海峡冲刺”行动的准备工作之一，战争海军用四联装20毫米炮替换了T-11该艇的艉部鱼雷发射管，并在艇艏加装了一具20毫米单装炮，以增强其防空能力。2月12日上午，第2和第3鱼雷艇区舰队（分别为T-11、T-2、T-4、T-5、T-12、T-13、T-15、T-16和T-17号）与战列舰格奈森瑙号、沙恩霍斯特号以及重巡洋舰欧根亲王号会合，并成功护送它们穿越英吉利海峡回到德国。T-11号的鱼雷发射管随后再度替换，但四联装炮可能已被移至艉部的背负式发射位置，而其艇艏追击炮也可能被保留。次月，它被转移至挪威，并在5月16日至18日的“魔笛行动”中，与T-12号、驱逐舰Z-5“保罗·雅各比”号和Z-25号共同担任严重受损的欧根亲王号从特隆赫姆驶至基尔的护航舰艇。T-11号也于当月返回德国，并作预备役搁置直至年底。
1943年1月，T-11号重返现役，并于4月被分配到鱼雷学校充当训练艇。它于1944年中期开始进行改装，一直持续到12月，之后获编入驻波罗的海的第3鱼雷艇区舰队。1945年4月2日，T-11号曾在博恩霍尔姆岛以东与扫雷艇R-256号相撞，后者于当天晚些时候遭苏联飞机击沉。1945年底，当盟军战后瓜分战争海军幸存舰艇时，该艇获分配英国。但英国皇家海军对它不感兴趣，遂于转让予法国，后者将其更名为“比尔哈基姆”号（Bir Hacheim）。该艇随即被列入预备役，直到1951年10月8日正式从海军名录除籍后拆解报废。